# Bătălia de la Bouvines
Bătălia de la Bouvines (în franceză Bataille de Bouvines, în germană Schlacht bei Bouvines, în engleză Battle of Bouvines, în neerlandeză Slag bij Bouvines) a avut loc la 27 iulie 1214. În urma acesteia regele Filip al II-lea al Franței îl înfrânge pe Otto al IV-lea, Împărat al Sfântului Imperiu Roman și pe aliații acestuia, regele Ioan al Angliei, contele de Flandra, și contele de Boulogne.

## Context
Marea bătălie de la Bouvines s-a desfășurat la 27 iulie 1214, pe drumul dintre Tournai și Lille, reprezentând încheierea unei  multitudini de conflicte care au devastat  Europa de Vest pentru o lungă perioadă de timp. Împăratul Otto al IV-lea al Sfântului Imperiu Roman a fost încoronat de către Papă și spera ca prin înfrângerea protectorului principal al papalității, Filip al II-lea al Franței, să fie capabil să se bucure de superioritatea asupra adversarilor săi. El a atras un mare număr de aliați, printre care Ferdinand, contele de Flandra, și regele Ioan al Angliei.
Flandra, care fusese susținută de Franța de peste un secol, s-a alăturat alianței pentru a se dezlipi de Regatul Franței o dată și pentru totdeauna. Situat la granița dintre Sfântul Imperiu Roman și Franța, poziția sa a fost de multe ori neclară, dar regii Franței, în general, fiind slabi și având o autoritate mai puțin accentuata asupra vasalilor lor, flamanzii au crezut că aderarea la Imperiu ar fi în avantajul lor.
Regele Ioan al Angliei, pe de altă parte, a luptat pentru a recâștiga toate teritoriile pierdute în Franța în deceniul precedent - toate făcând parte din moștenirea tatălui său, Henric al II-lea, care deținuse Aquitania, Normandia, Bretania, Anjou, Poitou și Picardia. Ioan însuși a condus o expediție în Aquitania și Bretania, distrăgând o parte a forțelor lui Filip al II-lea al Franței, dar a trimis și un detașament condus de  William Longsword, conte de Salisbury, pentru a-l sprijini pe Otto al IV-lea pe frontul nordic.

## Armatele
Ambele armate erau mândre de  forțele  cavaleriei lor. Armata Franceza a avut aproximativ 1200-1300 cavaleri, în conformitate cu sursele  cronicarului William Breton. Numărul a fost relativ scăzut, deoarece încă 800 cavaleri se aflau în Poitou, în lupta cu regele John. Cavalerii au fost susținuți de o cavalerie ușoară suplimentară de  150 de călăreți. Ultima dintre toate, o forță de 3000-4000 de infanteriști urbani a fost prezenta, deși acestea nu au jucat un rol major în bătălie.
Se estimează că Armata Imperială avea un contingent de cavalerie mai mare, dar poate la fel de bine de aceeași dimensiune sau mai mică decât forța franceză. Verbruggen estimează ca 650 cavaleri flamanzi, 425 Hainaulteri și 275 cavaleri germani și englezi. Numărul scăzut de cavaleri germani este izbitor - dar nu este de necrezut, văzând că Ferdinand a trebuit să-l întărească pe Otto lângă Liège, cu o escortă de 200 de cavaleri, pentru că Otto a avut prea puțini oameni ca să călătorească în siguranță. Infanteria Imperială a fost cel mai probabil mai mare decât forța franceză; armata lor a inclus trupe din regiunea urbana din Flandra, în cazul în care Bruges și Gent singure au putut trimite peste 1.000 de oameni. Verbruggen a calculat infanteria la un numpr de 7500.

## Bătălia

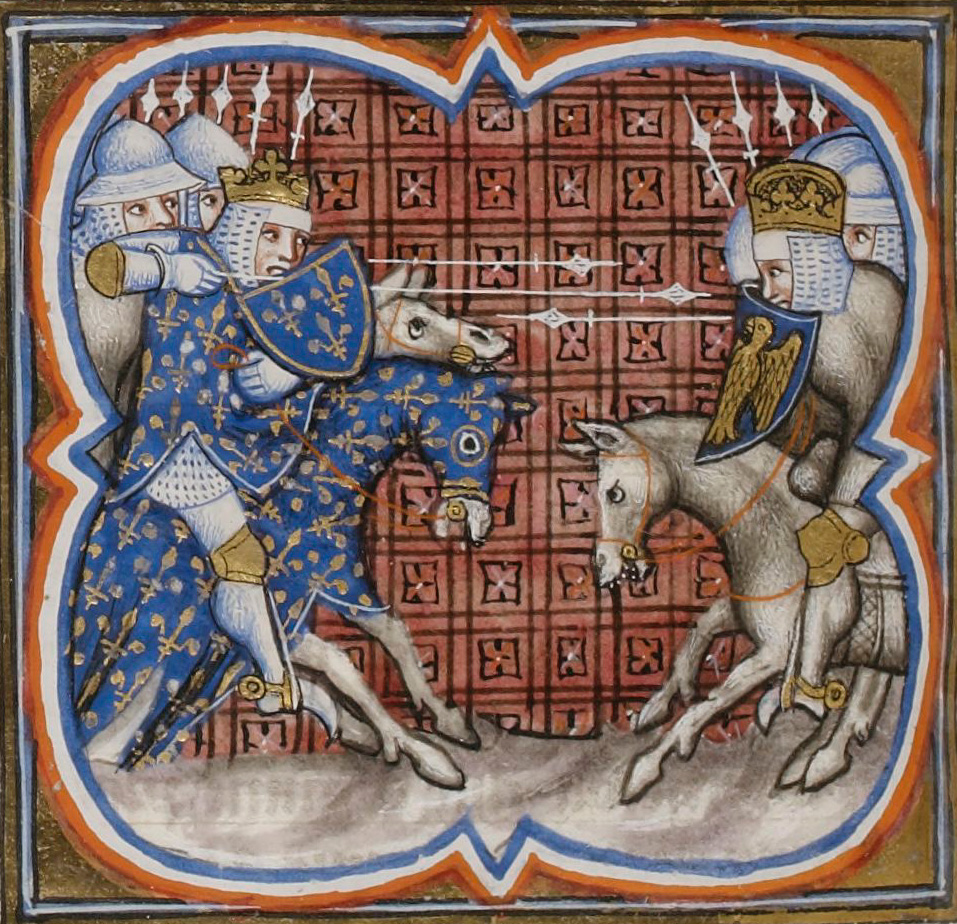
Bataille de Bouvines

În timp ce francezii au  traversat podul de Bouvines, spre vest, au primit vestea că forțele împăratului se îndrepta spre ei, în mare viteză. Trupele burgunde ale lui Duke Eudes au lăsat rapid armata lui Philippe pentru a se lupta   împotriva armatei imperiale ce se apropie. Ei au avut succes, având timp suficient pentru ca armata franceză să se întoarcă și să se stationeze elegant pe înălțimile la  est de   Bouvines. Forțele împăratului erau dezorganizate, aflate in  marș la viteza maxima pentru jumatate de zi, iar infanteria lor, în special, a fost doborata în spatele lor.
Flamanzii s-au poziționat pe flancul stâng al armatei imperiale, germane și olandeze - trupe alcătuite in centru, în timp ce trupele engleze și germane au fost pe flancul drept. Lupta a  început în primul rând de  pe flancul francez cel drept , cu trupele flamande și burgunde  care se atacau reciproc; lupta în curând s-a răspândit în întreaga linie, cu cavaleria franceza care s-a dovedit deosebit de eficace în formațiuni groase și strâmte, care au spart  ambalate formațiuni imperiale dense .
Centrul in armata  germana s-a dovedit mai puternic, de departe, consolidat prin luptă- Brabançonii și forțele flamande, care puteau ține piept cavalerilor   francezi, la o distanță cu armele lor. Cu toate acestea, cavaleria franceză a  nimicit flancul drept Imperial slabit si au ajuns in  centru. Otto IV a   fost capturat  înainte ca forțele  sale saxone, grupate restrâns în jurul lui ce-l escortau in siguranță, abandonand campul. Văzând Împăratul prins a fost un șoc pentru restul armatei, iar forțele lor s-au prăbușit sub atacul francez. Numai Brabançonii au rezistat, formând un schiltron puternic care respingea   mai multe atacuri conduse de francezi,oferindu-le aliatlor timp suficient sa scape. În cele din urmă, cu toate acestea, ei au fost depășiti și împrăștiati.

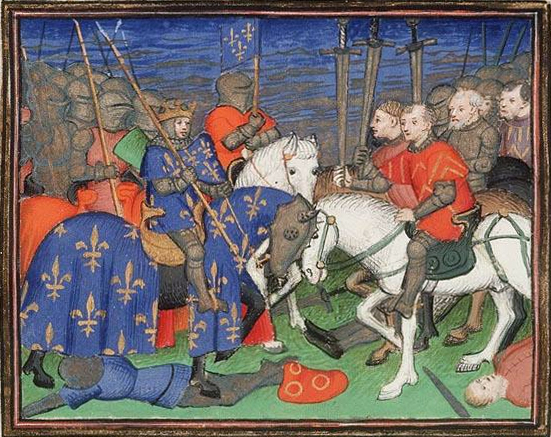
Victoria lui Filip August

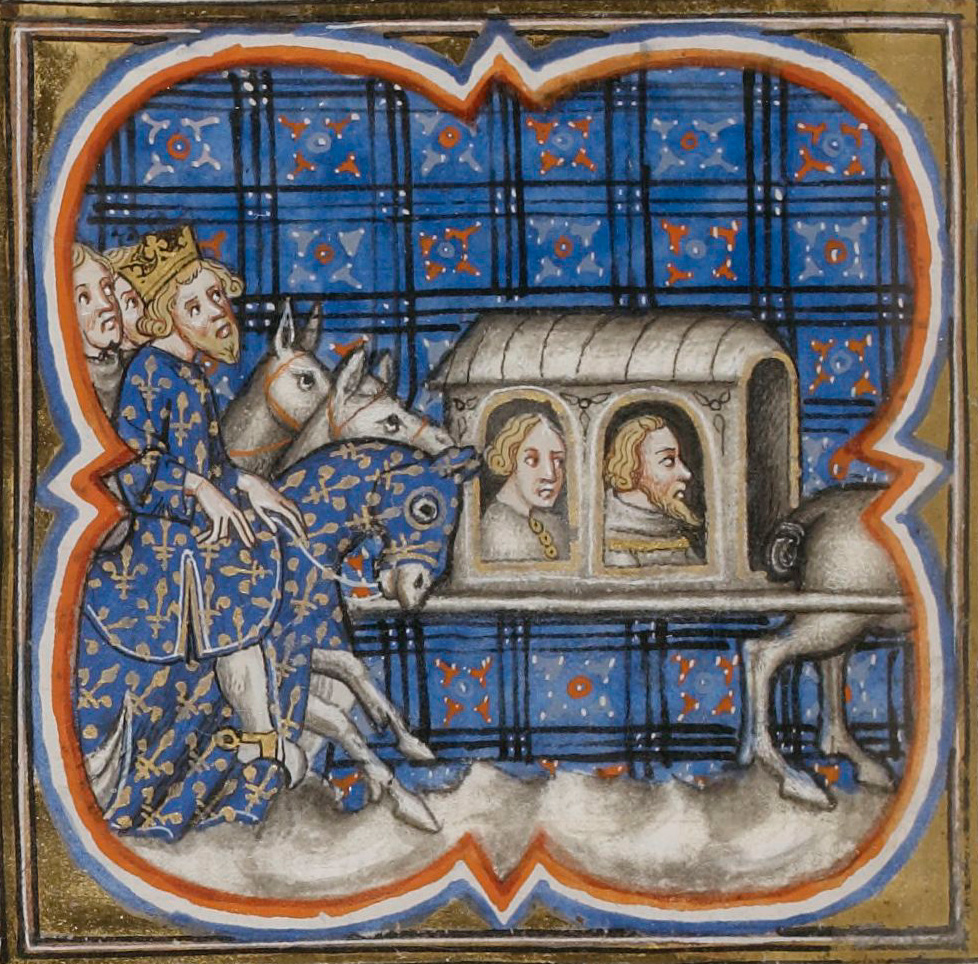
Prisonniers Bouvines

## Urmări
Motivul pentru înfrângerea Imperiului  este clar: în timp ce armatele sale s-au grabit  să ajungă la armata franceză mai mică, armata lor a devenit înșirata pe  o distanță prea mare și a ajuns la armata franceză în dezordine. Armata franceza a putut ulterior, sa  învinga armata inamica prost formata si epuizata;  Verbruggen a avut îndoieli in cazul in care dacă o mare parte din infanterie Imperiala chiar a ajuns pe câmpul de luptă înainte , și precizeaza ca   Brabançonii au format schiltron  cand tocmai sosisera pe teren,atunci cand  văzut aliații lor se retrageau.
Oricare ar fi fost cazul, victoria franceza a fost o mare înfrângere pentru împăratul Otto IV. Și-a pierdut baza lui de putere în Germania, iar candidatul papal l-a detronat.
Soldatii flamanzi au  fost capturati în luptă in numar mare și dusi la închisoare; influență franceză asupra Flandrei a crescut ca urmare, pe cand influenta engleză a  fost puternic zdruncinata. Regele Ioan, în timp ce trimitea  doar o forță mică pentru  Bouvines,  nu a reușit să preconizeze corect  posibilitatii  majorității armatei franceze aflate în nord, și si-a a pierdut ulterior  majoritatea posesiunilor sale franceze, menținând doar Gasconia.